# Junkers Ju 60
Dimensions
Le Junkers Ju 60 est un avion de ligne monomoteur. C'est le dernier modèle signé Hugo Junkers.